# Diana Gibson
Diana Gibson, nata Rosemary LaBie (Chicago, 21 marzo 1915 – Coral Gables, 12 ottobre 1991), è stata un'attrice statunitense.

## Biografia
Giunta a Hollywood nel 1935 dopo aver vinto un concorso di bellezza sponsorizzato dalla Balaban and Katz Theater Corporation, Rosemary LaBie fece il suo esordio con un ruolo non accreditato in His Night Out di William Nigh. Assunto il nome d'arte di Diana Gibson, venne notata da Carl Laemmle Jr. in un night club dove si esibiva come ballerina. Il produttore le propose un provino grazie al quale la giovane attrice ottenne un contratto con la Universal Pictures e la parte di Ruth Denning in Dangerous Waters di Lambert Hillyer. Tra il 1936 e il 1937 partecipò a sedici film (in molti casi non accreditata), tra cui il serial The Phantom Rider di Ray Taylor, Behind the Headlines di Richard Rosson e Adventure's End di Arthur Lubin. Fece la sua ultima apparizione nel 1939 in Vigilia d'amore di John M. Stahl, dopodiché lasciò Hollywood per stabilirsi in Pennsylvania.
Continuò a recitare a teatro in produzioni locali e al contempo svolse attività benefiche per il Good Samaritan Hospital di Lebanon e lavorò come tesoriera per la Lebanon News Publishing Company, della quale il marito Jack Schropp era general manager. A metà degli anni cinquanta condusse i programmi televisivi Know Your Hospital e The Talk of the Town di WLBR-TV.
Con la morte del marito avvenuta nel 1983 si trasferì a Coral Gables in Florida, dove trascorse gli ultimi anni di vita. È sepolta nel Grand View Memorial Park Cemetery di Annville in Pennsylvania.

## Filmografia
- His Night Out, regia di William Nigh (1935) – Non accreditata
- Dangerous Waters, regia di Lambert Hillyer (1936)
- La bisbetica innamorata (Love Before Breakfast), regia di Walter Lang (1936)
- Nobody's Fool, regia di Arthur Greville Collins (1936)
- The Phantom Rider, regia di Ray Taylor (1936)
- Postal Inspector, regia di Otto Brower (1936) – Non accreditata
- Yellowstone, regia di Arthur Lubin (1936) – Non accreditata
- Due nella folla (Two in a Crowd), regia di Alfred E. Green (1936) – Non accreditata
- Ace Drummond, regia di Ford Beebe e Clifford Smith (1936) – Non accreditata
- Sos apparecchio 107 (Flying Hostess), regia di Murray Roth (1936) – Non accreditata
- They Wanted to Marry, regia di Lew Landers (1937) – Non accreditata
- Bridal Griefs, regia di Charles E. Roberts (1937) – Cortometraggio
- The Man Who Found Himself, regia di Lew Landers (1937)
- Wrong Romance, regia di Leslie Goodwins (1937) – Cortometraggio
- Behind the Headlines, regia di Richard Rosson (1937)
- Palcoscenico (Stage Door), regia di Gregory La Cava (1937) – Non accreditata
- Adventure's End, regia di Arthur Lubin (1937)
- Go Chase Yourself, regia di Edward F. Cline (1938)
- A Western Welcome, regia di Leslie Goodwins (1938) – Cortometraggio
- Vigilia d'amore (When Tomorrow Comes), regia di John M. Stahl (1939) – Non accreditata